# Y mañana será otro día
Y mañana será otro día… mejor es una telenovela mexicana producida por Carlos Moreno Laguillo para Televisa en 2018. Es la adaptación de la telenovela chilena Cuenta conmigo creada por José Ignacio Valenzuela en 2009. Está adaptada por Martha Carrillo y Cristina García. Es dirigida por Lily Garza, Fernando Nesme y Karina Duprez.
Se estrenó por Las Estrellas el 16 de abril de 2018 en sustitución de Sin tu mirada, y finalizó el 29 de julio del mismo año, siendo la última producción en estrenarse en el horario de las 16:30 de la tarde en ese tiempo, dejando el espacio a repeticiones de telenovelas. Sin embargo en 2020, la telenovela Quererlo todo reabrió dicho horario para producciones originales.
Esta protagonizada por Angélica Vale, Alejandra Barros, Diego Olivera y Luis Hacha, junto con Ana Layevska, Ana La Salvia y Mauricio Abularach en los roles antagónicos. Además cuenta con las actuaciones estelares de Fabián Robles, Diego de Erice, Emmanuel Palomares y Florencia de Saracho; las primeras actrices Nuria Bages y Socorro Bonilla.
Las grabaciones iniciaron el 21 de febrero de 2018, y concluyeron el 12 de julio de 2018.

## Sinopsis
Diana y Camilo son un matrimonio que se fundamenta en el amor. Junto a sus cuatro hijos, la familia Sarmiento se complementa positivamente. Al parecer todo es felicidad y nada pinta para mal... hasta que Diana es diagnosticada con cáncer de mama. Al recibir la trágica noticia, busca la ayuda de Mónica, secretaria de Camilo que está profundamente enamorada de su jefe, para que la ayude a buscar a una nueva esposa para su marido si ella llegase a faltar. No sólo Mónica se ha encargado de manejar la agenda privada de su jefe, sino que también lo conoce a la perfección —desde hace más de 20 años— y, desde entonces, Mónica ha suspirado por él desde que llegó a Media Link. Mónica acaba de cumplir los 40 años y cree que —se le está yendo el tren— Por eso, cuando Diana descubre que está profundamente enamorada de Camilo, hace un trato con ella de enamorar a su marido y que él y sus hijos no se queden solos. Mónica no sabe si llegará a ser igual que Diana, en caso de que pase lo peor y que el cáncer la consuma.
En este trayecto, Mónica cuenta con el apoyo de Ximena, su roomie y mejor amiga, que la alienta a conquistar a Camilo. Los hijos de Diana y Camilo; Regina, acaba de descubrir su inminente embarazo a la edad de 17 años y toma la decisión de darlo en adopción; Cristóbal, un adolescente inmaduro, comienza a beber, sea la razón que sea, oponiéndose a que sus padres no estén juntos y apoyándose; Bárbara, una joven que solo piensa en el día de su boda con el hombre de su vida: Mauricio, ambicioso manipulador que solo quiere el beneficio de la familia Sarmiento; y por último Nico, el más chico de la familia, niño chantajista e inteligente que ama escuchar los cuentos de su mamá.
Para Mónica, enamorar a Camilo, e incluso acercarse a los Sarmiento es un reto, cree que si no ha logrado hacerlo en 20 años, aún menos. Pero, aunque Diana sobreviva, ¿podrá conquistar a Camilo?
A pesar de las adversidades que se le pueda presentar, Mónica siempre ve el lado positivo de la vida y afirmando que —Y mañana será otro día.

## Elenco
- Angélica Vale - Mónica Rojas Araiza[8]
- Alejandra Barros - Diana Alcántara Lazcano de Sarmiento
- Diego Olivera - Camilo Sarmiento Bedolla
- Luis Hacha - Iñaki de la Maza
- Nuria Bages - Eugenia "Tita" Lazcano
- Fabián Robles - Adrián Sarmiento Bedolla
- Ana Layevska - Margarita de González
- Diego de Erice - Manuel González
- Fernanda Borches - Laura Alcántara Lazcano
- Emmanuel Palomares - Rafael de la Maza Cervantes / Rafael Sarmiento Cervantes
- Florencia de Saracho - Ximena Carrera
- Ana La Salvia - Almudena Cervantes
- Mauricio Abularach - Mauricio Romero Cárdenas
- Socorro Bonilla - Isabela "Chabe" Castelar
- Estefanía Villarreal - Nora Solé Moreira
- Andrea Escalona - Lidia Peña Flores
- Miranda Kay - Regina Sarmiento Alcántara
- Lizy Martínez - Bárbara "Barbie" Sarmiento Alcántara
- Chío Padilla - Paloma Valenzuela Alcántara
- Oliver Nava - Cristóbal Sarmiento Alcántara
- Ari Placera - Nicolás "Nico" Sarmiento Alcántara
- Leo Deluglio - Ángel "El Killer"
- Chris Pascal - Pablo Yáñez Elizondo
- Luis José Sevilla - Luis Peña Flores
- Sergio Saldívar - Dr. Juan San Martín Pérez
- Miguel Díaz-Morlet - Armando
- Alejandro Cervantes - Fernando "Ferchi"
- Sergio Madrigal - Damián
- Latin Lover - Entrenador
- Paly Duval - Javiera
- Pedro Loforte - Germán Botero
- Jean Paul Leroux - Patricio Valenzuela
- Arturo Vázquez - Heriberto Zamudio "El Zancudo"
- Juan Verduzco - Lic Solís
- Macaria - Mercedes Garza Ávila